# 海情型哨戒艇
海情型哨戒艇（海青型とも; ハイチンがたしょうかいてい、英語: Haiqing-class patrol crafts）は、中国人民解放軍海軍の哨戒艇（駆潜艇）の艦級に対して付与されたNATOコードネーム。中国人民解放軍海軍での名称は037-IS型駆潜艇（037-IS型反潜护卫艇）。
先行する037-I型（海久型）の発展型であり、1960年代より就役していた037型駆潜艇（海南型）の系譜の最終発展型とされている。対潜戦重視の駆潜艇であった037型や037-I型とは異なり、本型では哨戒・警備任務を重視した設計となっている。
2015年時点で22隻が就役しており、11隻が北海艦隊、7隻が東海艦隊、4隻が南海艦隊に配備されている。また1隻がスリランカに輸出された。